# Фармінгтон (округ Вашингтон, Вісконсин)
Фармінгтон (англ. Farmington) — місто (англ. town) в США, в окрузі Вашингтон штату Вісконсин. Населення — 3645 осіб (2020).

## Демографія
Згідно з переписом 2010 року, у місті мешкало 4014 осіб у 1462 домогосподарствах у складі 1213 родин. Було 1543 помешкання
Расовий склад населення:
| - 97,3 % — білих - 0,8 % — азіатів - 0,7 % — чорних або афроамериканців - 0,1 % — корінних американців |

До двох чи більше рас належало 0,5 %. Частка іспаномовних становила 1,7 % від усіх жителів.
За віковим діапазоном населення розподілялося таким чином: 24,3 % — особи молодші 18 років, 63,9 % — особи у віці 18—64 років, 11,8 % — особи у віці 65 років та старші. Медіана віку мешканця становила 43,2 року. На 100 осіб жіночої статі у місті припадало 100,7 чоловіків;  на 100 жінок у віці від 18 років та старших — 101,5 чоловіків також старших 18 років.
Середній дохід на одне домашнє господарство  становив 102 350 доларів США (медіана — 86 175), а середній дохід на одну сім'ю — 103 189 доларів (медіана — 88 778). Медіана доходів становила 68 510 доларів для чоловіків та 42 399 доларів для жінок. За межею бідності перебувало 3,6 % осіб, у тому числі 1,9 % дітей у віці до 18 років та 5,3 % осіб у віці 65 років та старших.
Цивільне працевлаштоване населення становило 2214 осіб. Основні галузі зайнятості: виробництво — 27,1 %, роздрібна торгівля — 18,4 %, освіта, охорона здоров'я та соціальна допомога — 14,2 %.